# Ayoquezco de Aldama
Ayoquezco de Aldama là một đô thị thuộc bang Oaxaca, México. Năm 2005, dân số của đô thị này là 4385 người.